# Змај од Дунава
Змај од Дунава (влаш. Змеу) митско је биће, веома заступљено у веровањима житеља источне Србије и Подунавља. Веровало се да постаје од шарана тако да се, напунивши одређени број година, претвара у змаја, излази из Дунава те лети у планину.
Живи по планинама и пећинама. Наклоњен је људима као чувар поља или чувар насеља. Млади којима змај долази, брзо слабе и вену. Када поље захвати суша, верује да се змај успавао, а када су непогоде уз јаке грмљавине и севање муња - змајеви воде борбу међу собом, са аждајама, духовима и другим силама. У старости се змајеви претварају у змије, корњаче и рибе.